# Condado de Bleckley
O Condado de Bleckley é um dos 159 condados do Estado americano de Geórgia. A sede do condado é Cochran, e sua maior cidade é Cochran. O condado possui uma área de 568 km², uma população de 11 666 habitantes, e uma densidade populacional de 21 hab/km² (segundo o censo nacional de 2000). O condado foi fundado em 30 de julho de 1912.